# 스카이워커흰눈썹긴팔원숭이
스카이워커흰눈썹긴팔원숭이 (Hoolock tianxing)는 긴팔원숭이과에 속하는 영장류이다. 흰눈썹긴팔원숭이속(홀록속)에 속하는 3종의 하나이다. 2017년 1월에 미국 영장류 학회지(American Journal of Primatology)에 처음 기재되었다.

## 어원
일반명은 이 종의 발견자가 영화 스타워즈의 팬이었기 때문에 스타워즈의 등장 인물 루크 스카이워커의 이름을 따서 지었다. 학명의 종소명 tianxing은 긴팔원숭이의 이동 모습을 의미하는 "하늘 천"(天)의 중국어 한자음 "티안"(tian)과 "움직일 행"(行)의 한자음 "싱"(xing)의 합성어에서 유래했다.

## 서식지
중국 남서부 윈난성과 미얀마의 열대 숲에서 발견된다. 중국에서 현존하는 개체수는 약 200마리로 추산되며, 미얀마에서는 정확한 규모가 확인되지 않고 있다.